# Kaija Saariaho
Kaija Anneli Saariaho (født Laakkonen 14. oktober 1952 i Helsinki, død 2. juni 2023) var en finsk komponist.

## Historie
Saariaho begyndte at studere på Sibelius-Akatemia i Helsinki under Paavo Heininen. Derefter flyttede hun til Tyskland, hvor hun læste på Hochschule für Musik Freiburg under Brian Ferneyhough og Klaus Huber. I 1982 gik turen til Paris og forskningsinstituttet for musik og lyd ICRAM. Hun boede siden i byen. 
Igennem årene er hendes værker blevet opført i det meste af verden, 
I 2011 blev hun tildelt Léonie Sonnings Musikpris. 

## Vigtige værker
- Verblendungen (1984; orkester)
- Nymphéa (1987; strygekvartet, elektronisk)
- Petals (1988; cello,  elektronika)
- Du cristal... (1989; orkester, live-elektronisk)
- ...à la Fumée (1990; solo altfløjte og cello, orkester)
- Graal théâtre (1994; fiolin, orkester)
- L’amour de loin (2000; opera)
- Orion (2002; orkester)
- Adriana Mater (2005; opera)
- La Passion de Simone (2006; oratorium/opera)
- Notes on Light (2007; cellokoncert)
- Terra Memoria (2007; strygekvartet)
- Laterna Magica, 2008
- Émilie (2010; opera)